# Ella bailó (love of my life)
«Ella bailó (love of my life)» es una canción compuesta e interpretada por el músico argentino Luis Alberto Spinetta, incluida en su álbum solista Pelusón of milk editado en 1991. El tema sería renombrado años después por Spinetta como Amor de verdad (love of muy life).
La versión del álbum está interpretada por Spinetta acompañado por Javier Malosetti en el bajo. El tema solo fue editado el formato en CD del álbum, no encontrándose en los formatos LP y casete del mismo.

## Contexto
Spinetta venía de dos álbumes de estudio premiados como los mejores del año (Téster de violencia en 1988 y Don Lucero en 1989), un buen álbum en vivo (Exactas, 1990), un álbum recopilatorio (Piel de piel, 1990) y una clínica musical titulada El sonido primordial (1990) que fue editada como libro. Luego de semejante actividad, a la que se sumó haber recibido un shock eléctrico en un recital, Spinetta se apartó relativamente de los músicos de su banda y se refugió en el espacio privado de su familia.
En 1991 desapareció la Unión Soviética y el mundo comenzaba a transitar los primeros años de la década del '90, caracterizada por una mayor valoración social de lo privado -incluyendo el proceso de privatizaciones-, la riqueza y la fama, impulsada por un gran desarrollo de los medios de comunicación. "Aún quedan mil muros de Berlín" cantaría ese año en «Pies de atril».
Argentina por su parte dejaba atrás dos dramáticos brotes hiperinflacionarios en 1989 y 1990 que hundieron en la pobreza a la mayor parte de la población, a la vez que sucesivas leyes de impunidad dejaban en libertad a los criminales que habían cometido violaciones masivas de los derechos humanos en las décadas de 1970 y 1980.

## El álbum
Luego de un álbum "para pensar" como Téster de violencia y un álbum "para sentir" como Don Lucero, Spinetta tomó distancia de su banda y de las apariciones públicas, para concentrarse en su vida familiar, a la espera del bebé que gestaba su esposa. Pelusón of milk es resultado de esa introspección, que recuerda otros álbumes creados en circunstancias similares, como Artaud y Kamikaze.

Está más ligado a mi vida que era "esperándola a Vera", porque eso es Pelusón of milk. Esos temas fueron hechos en mi casa, con el embarazo de la mamá, esperando a la beba... Muchos temas de Pelusón of milk están hechos de mí para mí. Es el intento de armar un enorme patio interior.
Luis Alberto Spinetta

El álbum fue grabado entre junio y septiembre de 1991, en el estudio propio que Spinetta había instalado dos años antes en la calle Iberá.

## El tema
El tema es el decimotercer track del CD Pelusón of milk, un álbum introspectivo y centrado en lo familiar. Ese álbum fue editado en tres formatos (disco de vinilo, casete y CD), pero el tema solo fue editado en la edición del álbum en CD. Fue caracterizado por el propio Spinetta como "una coda de Pelusón of milk".
El título de la canción incluye la frase "love of my life", título a su vez de una famosa canción de Freddy Mercury interpretada con Queen. Freddy Mercury moriría precisamente sobre el final del mismo año en que fue lanzado Pelusón of milk, cuando la gravedad del estado de salud del cantante británico era de público conocimiento. En una de sus presentaciones en 2009, Spinetta hizo alusión a la identidad del título con ese "tema de Queen muy lindo", cantando un fragmento de este último.
"Ella bailó" esta relatada en tiempo pasado y se refiere a la crisis una importante relación de amor ("habrá soñado con el fin"), en un álbum dedicado a expresar los sentimientos familiares del propio Spinetta:

Ella bailó,
hasta perder su piel bailó.
No se si acaso fue una iluminación.
"Ella bailó (love of my life)"

La canción está emparentada con "Que ves el cielo", de El jardín de los presentes (1976) con Invisible -poco tiempo después de haber iniciado la relación con su esposa Patricia-, en la que Spinetta también habla en segunda persona y en tiempo presente de la alegría que le produce ver bailar a una mujer, que gira, sonríe y mira al cielo ("son tantos tus sueños que ves el cielo"). "Que ves el cielo" -a diferencia de "Ella bailó"- esta relatada en tiempo presente y tiene una alegría que está ausente en esta canción.